# Góliátbogár
A góliátbogár a bogarak (Coleoptera) osztályába, ganajtúrófélék (Scarabaeidae) családjába és a virágbogárformák (Cetoniinae) alcsaládba tartozó nem. Méretük és tömegük alapján közéjük tartoznak a Földön élő legnagyobb bogarak.

## Megjelenésük
A felnőtt góliátbogár hímek elérik a 60–110 millimétert is, a nőstények 50–80 millimétert.
A lárvák tömege 80–100 gramm lehet, ám a kifejlett példányok csak fele olyan nehezek.
A nőstények színe sötétbarnától bársonyos fehérig terjed, a hímek általában barna-fehér-fekete vagy fekete-fehér mintázatúak.

## Elterjedésük, életmódjuk
A góliátbogarak Afrika trópusi erdőiben élnek, ahol fák nedveivel és gyümölccsel táplálkoznak.
A vadon élő bogarak lárvaállapotú fejlődési szakaszáról kevés dolog ismert, de fogságban megfigyelték az állatok fejlődését; fehérjében gazdag közönséges kutya- és macskatáp segítségével felneveltek Goliathus példányokat a petékből kikelve egészen a kifejlett, felnőtt állapotig.

## Fordítás
- Ez a szócikk részben vagy egészben a Goliathus című angol Wikipédia-szócikk fordításán alapul.  Az eredeti cikk szerkesztőit annak laptörténete sorolja fel. Ez a jelzés csupán a megfogalmazás eredetét és a szerzői jogokat jelzi, nem szolgál a cikkben szereplő információk forrásmegjelöléseként.